# Засада в Уорренпойнте
Засада в Уорренпойнте (англ. Warrenpoint ambush), известная в британской историографии также как Засада у Нэрроу-Уотер (англ. Narrow Water ambush), Резня в Уорренпойнте (англ. Warrenpoint massacre) и Резня в Нэрроу-Уотер (англ. Narrow Water massacre) — инцидент, расцениваемый как партизанская атака, произошедший 27 августа 1979 года. Южно-Арманская бригада Временной ИРА организовала засаду на британскую транспортную колонну, заложив две бомбы на дороге к Уорренпойнту близ замка Нэрроу-Уотер, стоящего на берегу реки Ньюри — естественной границы Великобритании (Северной Ирландии) и Республики Ирландия.
Взрыв первой бомбы уничтожил британский грузовик с солдатами, взрыв второй группы уничтожил подкрепление, поспешившее на помощь британцам. Погибло всего 18 солдат, 6 были тяжело ранены. Это нападение стало самым большим по числу жертв за всю историю конфликта в Северной Ирландии. Ещё был убит один гражданский и один ранен, когда британские солдаты открыли огонь по двум бежавшим через реку людям. Теракт прогремел в один день с убийством Луиса Маунтбеттена.

## Засада

### Первый взрыв
В 16:40 британская транспортная колонна, состоявшая из внедорожника Land Rover и двух четырёхтонных грузовиков, двигалась по автомагистрали A2 около замка Нэрроу-Уотер. 227-килограммовая АСДТ-бомба, спрятанная в грузовике с брёвнами, который был припаркован около замка, взорвалась в тот же момент, когда колонна проезжала мимо замка. Подрыв был осуществлён при помощи пульта дистанционного управления. Грузовик в самом хвосте перевернулся на бок, а от взрывной волны там погибли на месте шесть человек из 2-го батальона Парашютного полка. Выжило только двое солдат: они получили серьёзные ранения. Тело погибшего 19-летнего водителя грузовика Энтони Вуда было разорвано на куски: на месте остался лишь крестец, вдавленный в кресло ударной волной.
После взрыва солдаты решили, что их обстреливает снайпер с территории Ирландии по ту сторону границы с расстояния примерно в 57 м. Солдаты обнаружили двух граждан — двоюродных братьев Майкла и Барри Хадсона (Майкл был  сыном кучера при Букингемском дворце), которые занимались организацией праздников и народных гуляний, а в день теракта просто прогуливались. После взрыва оба бросились бежать и тем самым привлекли к себе внимание. В результате ответного огня солдат Майкл был убит на месте, а Барри ранен. Тем временем полиция Ирландии арестовала двух неизвестных, Брендана Бёрнза и Джо Бреннана: следы копоти были обнаружены у них на руках и на их мотоцикле. Однако, по заявлению следователей Королевской Ольстерской полиции, солдаты могли перепутать попросту звуки выстрелов со звуком взрыва боеприпасов, и тем самым их стрельба по Хадсонам была неоправданной.
Отряд морской пехоты, услышав звуки взрывов, срочно предупредил Британскую армию и запросил помощь. Отряд быстрого реагирования Парашютного полка во главе с подполковником Дэвидом Блэром, командиром полка личных Её Величества хайлендеров, поспешил на помощь. В поддержку ему были отправлены медики и группа капрала Виктора Маклеода. Спецназ вылетел на вертолёте Gazelle, а медики на вертолёте Wessex. Командование Блэр принял на месте.

### Второй взрыв
В 17:12, спустя 32 минуты после первого взрыва, взорвалась вторая бомба, спрятанная в бидонах из-под молока, стоявших напротив замка, но уже с другой стороны дороги, перед воротами. От взрыва ворота разнесло, и в воздух взмыли осколки гранита. Боевики ИРА установили здесь бомбу очень удачно: они изучили тактику поведения британцев после взрыва мин, которые, как правило, занимали ближайшее здание после взрыва и превращали его во временный командный пункт. Ирландцам тем самым удалось сорвать планы британской армии. Взрывом повредило вертолёт Wessex, который эвакуировал раненых солдат, но он избежал столкновения.
Масса второй бомбы составила 363 кг, взрывчаткой служило то же вещество АСДТ. От взрыва погибли 10 солдат Парашютного полка и два солдата полка Её Величества личных горцев. Майор Парашютного полка Майкл Джексон позднее утверждал, что после взрыва части тел убитых солдат разбросало по всей округе: одни висели на деревьях, другие валялись на дороге, третьи плавали в реке. Ему пришлось опознавать лицо погибшего друга, майора Питера Фёрсмана, которое в буквальном смысле было сорвано с головы и выловлено из реки подводниками из отряда Королевских инженеров. Опознать погибшего командира Блэра удалось только по эполетам, поскольку его тело было разорвано на мелкие куски. Эполеты как вещественные доказательства «человеческого фактора в происшествии» были лично переданы Маргарет Тэтчер.
Фотограф Питер Моллой прибыл на место преступления, чтобы сфотографировать остатки тел погибших солдат, однако взбешённый поведением Моллоя парашютист чуть не застрелил фотографа на месте: солдат в грубой форме требовал немедленно прекратить эти действия и оказать хоть какую-нибудь помощь раненым. Утихомирить буйного солдата удалось его сотоварищам. Спустя 25 лет Моллой признался, что совершил непростительную ошибку, засняв на фотоплёнку такие ужасающие кадры. По его же словам, он выбросил потом фотокамеру, находясь в депрессии.

## Последствия
Засада в Уорренпойнте стала психологической победой ИРА: это было крупнейшее по числу жертв вооружённое нападение на подразделение Британской армии за всю историю конфликта, а Парашютный полк не нёс такие потери со времён Второй мировой войны. Представители ирландских повстанцев дали ясно понять, что совершённые ими действия — акт возмездия за Кровавое воскресенье 30 января 1972 года, когда 1-й батальон Парашютного полка расстрелял 14 безоружных гражданских лиц. Генерал Джеймс Гловер, командующий британскими войсками в Северной Ирландии, признал, что это была одна из лучших спланированных атак ирландцев за всю историю конфликта. Подозреваемых Брендана Бёрнза и Джо Бреннана вскоре после ареста полицией Ирландии отпустили, поскольку не нашли доказательств их причастности к случившемуся. Засада случилась в тот же день, когда в результате взрыва яхты близ Слайго погиб Луис Маунтбеттен, дядя герцога Эдинбургского Филиппа, и ещё трое человек. Более того, в тот день насилие не прекратилось, поскольку Ольстерские добровольческие силы застрелили 43-летнего Джона Патрика Харди, находившегося у себя дома в Белфасте, приняв его за боевика ИРА.
По свидетельствам Тоби Харндена, нападение «вбило клин» между армией и полицией. Лейтенант-генерал сэр Тимоти Кризи, верховный главнокомандующий контингентом в Северной Ирландии, обратился к премьер-министру Маргарет Тэтчер, с просьбой вывести войска из региона и предоставить право ирландской полиции разобраться с террористами. В свою очередь, глава Королевской Ольстерской полиции сэр Кеннет Ньюмэн назвал действия армии трусостью, поскольку высадка войск с вертолётов в Южном Арма и их решение не передвигаться по дорогам во избежание очередного наезда на мины развязали руки боевикам ИРА — по свидетельствам очевидцев, даже мусор с баз служб безопасности вывозили на вертолётах. В конце концов, в руководстве контингента произошли перемены: сэр Морис Олдфилд был назначен координатором безопасности разведки в Северной Ирландии для поддерживания взаимопонимания между армией и полицией. Штат полиции пополнился на тысячу человек. Тим Пэт Куган утверждает, что гибель солдат форсировала так называемую ольстеризацию.
Память о подполковнике Блэре представлена в наши дни в виде мемориальной доски на здании школы Рэдли. Что касается подозреваемых Бёрнза и Бреннана, их судьба сложилась по-разному: в 1988 году Бёрнз погиб в результате неосторожного обращения со взрывчаткой, а Бреннан попал в тюрьму в 1982 году после ограбления банка и вышел оттуда только в 1998 году после подписания Белфастского соглашения, заявив, что в 1986 году прекратил сотрудничество с ИРА. Уже позже Бреннан выпустил книгу, в которой обвинил нескольких членов ИРА в организации крупной мошеннической схемы, направленной на разрушение экономики США, и сотрудничестве с российскими и северокорейскимии спецслужбами с целью реализации этой схемы.